# Federació d'Estudiants de la Universitat de Xile
La Federació d'Estudiants de la Universitat de Xile (FECh) és l'organització que representa a tots els estudiants que pertanyen a la Universitat de Xile. A la FECh hi estan federats els Centres d'Estudiants de les diferents carreres de pregrau. Al mateix temps, es troba adscrita a la Confederació d'Estudiants de Xile (Confech).
Va ser fundada en 1906 i es va tornar una de les primeres grans organitzacions estudiantils a América . Ha estat un actor més o menys rellevant en la història política i social de Xile: va destacar participant en el enderrocament de la dictadura de Carlos Ibáñez del Camp, en el procés de reforma universitària començat per la Pontifícia Universitat Catòlica de Valparaíso el 1967, en les manifestacions d'oposició a la dictadura militar liderada per Augusto Pinochet i les diverses manifestacions estudiantils que van tenir lloc des del retorn a la democràcia en 1990.

## Història

### 1906-1919

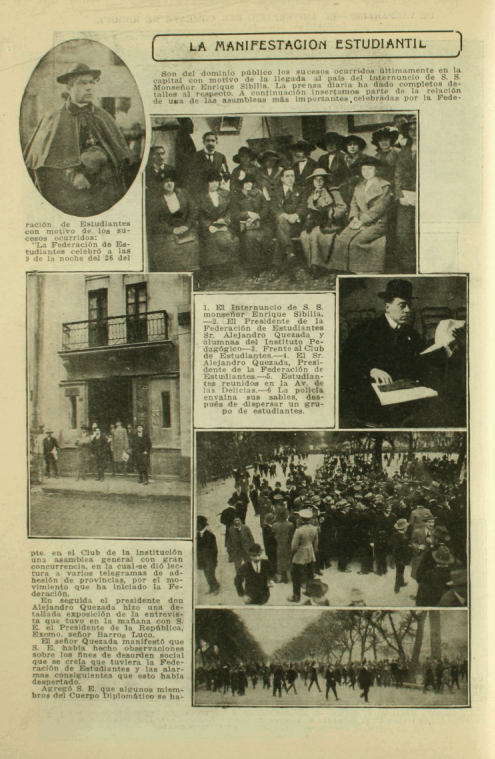
Pàgina de la revista Zig Zagsobre la manifestació contra monsenyor Enrique Sibilia en 1913.

La Federació d'Estudiants de la Universitat de Xile és l'associació estudiantil més antiga de Xile. Fundada en les albors del segle xx , el 21 d'octubre de 1906, amb el suport del rector radical don Valentín Letelier, per a defensar els drets i representar les opinions dels estudiants de la Universitat de Xile, així com per a brindar assistència social als treballadors i els desposseïts. Malgrat el suport de Letelier, i sobretot després de la seva renúncia a la butaca de Bell, va començar gradualment a enfrontar-se amb l'establishment universitari. Tot i això, es va convertir en un actor important de la vida social i política xilena.
Des de 1907 va organitzar les primeres manifestacions estudiantils. El rival tradicional dels estudiants en aquestes protestes va ser la Universitat Catòlica, institució on anaven el fills de l'elite xilena. Amb els temps, els enfrontaments amb els estudiants catòlics es van tornar periòdics. En 1911 l'organització va fer costat a l'acadèmic alemany Max Westenhofer de la Facultat de Medicina, quan aquest va ser expulsat de la Universitat i del país, per escriure un polèmic document –l'«Informe Westenhofer»– on criticava la precària situació en què vivia la classe obrera de Xile.
En 1913 organitza grans manifestacions públiques per a oposar-se a l'arribada a Santiago del prelat de l'Església Catòlica, Monsenyor Sibilia (per les opinions d'aquest, en el conflicte del Cas Tacna i Arica entre el Perú i Xile) el que va significar un distanciament de l'establishment oligàrquic i un gradual acostament als grups d'esquerra i anarquistes que van governar la Federació entre 1918 i 1922.